# 멀린다 게이츠
멀린다 앤 게이츠(영어: Melinda Anne Gates, 혼전성 프렌치(French), 1964년 8월 15일 ~ )는 미국의 기업인으로, 빌 게이츠의 전 부인이다. 빌 & 멀린다 게이츠 재단에서 빌과 함께 공동 회장이다. 2012년 포보스가 발표한 전 세계에서 가장 영향력 있는 여성에서 4위로 선정되었다. 빌 게이츠와 아프리카에 기부하고 있다.